# Кумар, Виджай (стрелок)
Виджай Кумар (хинди विजय कुमार, род. 19 августа 1985 года) — индийский стрелок, призёр Олимпийских игр.
Виджай Кумар родился в 1985 году в деревне Барсар округа Хамирпур штата Химачал-Прадеш. В настоящее время — субедар-майор Индийской армии.
В 2009 и 2011 годах Виджай Кумар становился серебряным призёром чемпионата мира, а в 2012 году завоевал серебряную медаль Олимпийских игр. В 2013 году удостоен одной из высших гражданских наград Индии — Падма Шри.